# Smittia karicus
Smittia karicus är en tvåvingeart som först beskrevs av Chernovskij 1944.  Smittia karicus ingår i släktet Smittia och familjen fjädermyggor. Inga underarter finns listade i Catalogue of Life.